# Отто Весслінг
Отто Весслінг (нім. Otto Weßling; 23 вересня 1913, Бад-Гарцбург — 19 квітня 1944, Ешвеге) — німецький льотчик-ас винищувальної авіації, гауптман резерву люфтваффе. Кавалер Лицарського хреста Залізного хреста з дубовим листям.

## Біографія
Після закінчення льотної підготовки зарахований в 9-у ескадрилью 3-ї винищувальної ескадри. Учасник Польської та Французької кампаній, а також Німецько-радянської війни. З вересня 1942 року командував 11-ю ескадрильєю 3-ї винищувальної ескадри. 19 квітня 1944 року його літак (Bf.109) був підбитий. Весслінг зміг здійснити вимушену посадку, і вже на землі його розстріляли американські винищувачі.
Всього за час бойових дій здійснив приблизно 500 бойових вильотів і збив 83 літаки (з них 9 чотиримоторних бомбардувальників В-17 і 3 В-24), в тому числі 70 радянських.

## Нагороди
- Нагрудний знак підводника
- Залізний хрест
  - 2-го класу (22 червня 1940)
  - 1-го класу (1 липня 1940)
- Нагрудний знак «За поранення» в чорному
- Авіаційна планка винищувача в золоті з підвіскою
- Німецький хрест в золоті (11 травня 1942)
- Лицарський хрест Залізного хреста з дубовим листям
  - лицарський хрест (3 вересня 1942)
  - дубове листя (№530; 20 липня 1944, посмертно) — за 83 перемоги.